# Ryszard Kowenicki
Ryszard Stefan Kowenicki (ur. 22 grudnia 1948 w Łodzi) – polski piłkarz, który występował na pozycji obrońcy, inżynier.

## Życiorys
Absolwent Wydziału Budownictwa Lądowego Politechniki Łódzkiej. 
Uchodził za bramkostrzelnego środkowego obrońcę. Karierę rozpoczynał w Łódzkim Klubie Sportowym, skąd po kilku latach trafił do Startu Łódź. W 1976 został zawodnikiem Widzewa Łódź i następnie współtworzył drużynę nazywaną później Wielkim Widzewem. Jeszcze w tym samym roku zwyciężył z klubem grupę w rozgrywkach Pucharu Intertoto UEFA, zdobywając jedną z bramek w wygranym 9:1 meczu grupowym z Kjøbenhavns Boldklub. W sezonach 1976/1977, 1978/1979 sięgał z Widzewem Łódź po wicemistrzostwo Polski. W sezonie 1977/1978 wystąpił z drużyną w Pucharze UEFA, w którym Widzew dotarł do 1/16 finału eliminując w 1/32 drużynę Manchesteru City. W 1/16 finału zdobył jedną z bramek w przegranym 3:5 meczu z PSV Eindhoven. W sezonie 1979/1980 zdobył bramkę w wygranym 2:1 meczu 1/32 finału Pucharu UEFA z AS Saint-Etienne. W 1979 został zawodnikiem angielskiego klubu Oldham Athletic, będąc na tamten moment jednym z pierwszych polskich piłkarzy występujących na brytyjskich boiskach. W 1981 przeszedł do duńskiego klubu Viborg FF, a w 1984 do innego duńskiego zespołu, Nakskov BK, w którym występował do 1986. 
Po zakończeniu kariery osiadł w Danii, gdzie mieszka do dziś.